# Järnvägslinjen Ploiești–Brașov
Järnvägslinjen Ploiești–Brașov (rumänska: Calea ferată Ploiești–Brașov) är en stambana i Rumänien. Den går från Valakiet genom Karpaterna till sydöstra Transsylvanien. Linjen trafikeras av statliga Căile Ferate Române, CFR.